# Ramón Fregoso
Ramón Fregoso (* 1889 oder 1890; † 4. September 1950 in Guadalajara, Jalisco) war ein mexikanischer Unternehmer und Gründungsmitglied des Club Deportivo Guadalajara, dessen Präsident er in zwei Etappen war: zunächst von 1915 bis 1918 und danach noch einmal in den Jahren 1926 und 1927.
In seinem Hauptberufsfeld war Fregoso Schreibwarenhändler und gründete die Papelería Fregoso. Außerdem saß er in den Gremien der Banco de Jalisco, der Azucarera del Occidente und der Handelskammer von Guadalajara, deren Präsident er auch mehrfach war.